# ديفيد وو
ديفيد وو (بالإنجليزية: David Wu)‏ (بالصينية: 吴大维) هو ممثل أمريكي وتايوان، ولد في 2 أكتوبر 1966.

## وصلات خارجية
- ديفيد وو على موقع IMDb (الإنجليزية)
- ديفيد وو على موقع قاعدة بيانات الفيلم (الإنجليزية)